# Острогозьке
Острогозьке (рос. Острогожское) — селище Краснознаменського району, Калінінградської області Росії. Входить до складу Краснознаменського міського округу.
Населення —  209 осіб (2015 рік). 

## Населення
| 2002 | 2010 |
| ---- | ---- |
| 204  | ↗209 |